# Eiterfeld
Eiterfeld je občina, na severu zvezne dežele Hessen v zahodno-osrednji Nemčiji.